# 中國交通建設公司
中國交通建設股份有限公司（港交所：1800、上交所：601800），簡稱中交、中交建或中国交建，在2005年成立，是中国交通建设集团控股的上市公司，亦是中国交建最主要的业务单元。
中交建股份主要從事交通基建建設、基建設計、疏浚及港口機械製造業務，是目前中國最大的港口建設及設計企業；中國領先的公路、橋樑建設及設計企業；中國最大、世界第三大的疏浚企業；上市子公司分別是上海振華港口機械（ZPMC）和路橋建設，其中上海振華是全球最大的集裝箱起重機製造商。公司的发展目标是成为全球知名的工程承包商、城市综合体开发运营商、特色房地产商、基础设施综合投资商、海洋重工与港口机械制造集成商。

## 历史
中國交通建設是中国大陆最大的基建中国中央企业之一，具有獨特龍頭概念。招股時獲得香港不少富翁，包括李嘉誠、李兆基、劉鑾雄、郭鶴年，以及沙特阿拉伯王子阿勒瓦利德·本·塔拉勒（Alwaleed bin Talal）等，透過私人名義或策略性股東認購股份，也得到中國人壽集團、周大福及新加坡政府投資機構（GIC）作為策略性股東。
2014年12月11日中國交通建設全資附屬公司中交國際（香港）控股有限公司與澳洲禮頓控股公司簽署了股權買賣協議，斥資9.531億澳元（約61.13億港元）收購禮頓控股旗下澳洲工程承包服務商John Holland喬恩荷蘭集團全部權益。
2015年3月30日中國交通建設重組旗下的疏浚業務，並設立中交疏浚，以推進中交疏浚設立後將中交疏浚分拆上市。：中交疏浚設立後新發行117.1億股普通股用於收購公司持有的中交天津航道局有限公司100%股權、中交上海航道局有限公司100%股權和中交廣州航道局有限公司100%股權。該等股權以上述三家航道局最近一期經審計的淨資產金額為基準確定對價為234.3億元。後續中交疏浚將以現金收購公司下屬的中交國際航運有限公司和香港海事建設有限公司，收購價格以資產評估結果為基準確定。收購完成後，中交國際航運有限公司和香港海事建設有限公司將成為中交疏浚全資或控股子公司。
2017年10月26日，中國交通建設宣佈，中交國際、SPV公司及Aecon就建議收購事項訂立協議，據此，SPV公司（中國交通建設間接全資附屬公司）在加拿大商業公司法下根據安排計劃以約14.5億加元收購Aecon股份。於建議收購事項完成後，Aecon將成為中國交通建設的間接全資附屬公司。但是，在2018年5月23日，加拿大联邦政府认为此收购不符合加拿大的国家安全利益，因此否决此协议。
2020年8月27日，美国商务部宣布将中交疏浚（集团）、中交天津航道局、中交上海航道局、中交广州航道局、中交第二航务工程局列入美国出口管制实体清单，理由是“帮助中国军队在南海修建人工岛”。